# مکتب اقتصادی شیکاگو

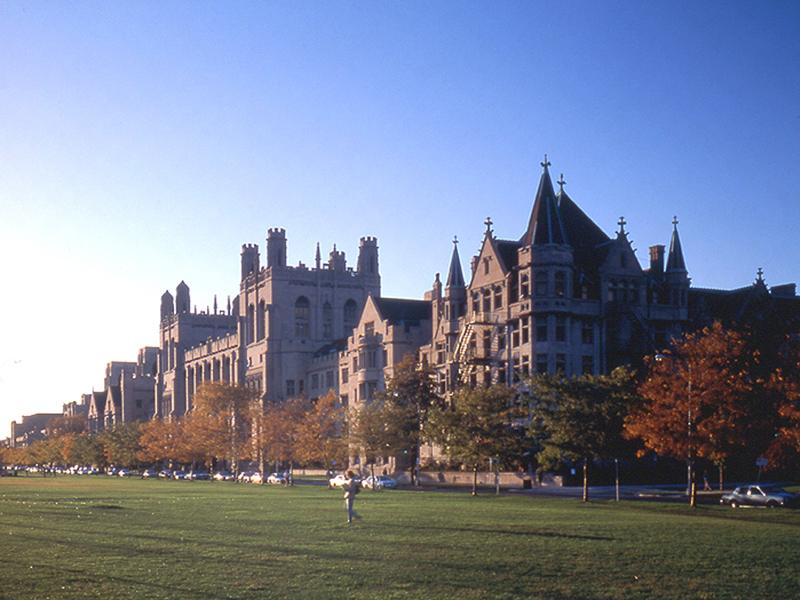
دانشگاه شیکاگو، ۲۰۰۹. مکتب شیکاگو یک مکتب اقتصادی نئوکلاسیک است که در دهه ۱۹۳۰ در آن دانشگاه ایجاد شد. اصل اساسی مکتب شیکاگو آن است که در یک اقتصاد، بازارهای آزاد به بهترین وجه منابع را تخصیص می‌دهند و بهتر است برای دستیابی به رونق اقتصادی، دولت حداقل مداخله یا حتی هیچ مداخله‌ای نداشته باشد.

 مکتب اقتصادی شیکاگو طرفداران لیبرالیسم در مقابله با موج مداخله گرایی که تحت تأثیر مکتب کینز در نظام اقتصادی کشورهای سرمایه‌داری تأثیرگذار بود به دفاع از اصول و مبانی لیبرالیسم پرداختند و منشا تمام مشکلات را مداخله دولت در اقتصاد دانستند. در راس اینان مکتب شیکاگو و میلتون فریدمن قرار دارد.
در حالی که در نظام اقتصادی آمریکا دولت کمترین نقش را در مقایسه با سایر کشورهای سرمایه‌داری داشت و سهم دولت آمریکا در تولید ناخالص ملی از یک درصد هم تجاوز نمی‌کرد اما فریدمن چنین می‌گوید: «خواهیم کوشید به این سؤال پاسخ دهیم که برای رفع نارساییهای سیستم خودمان که نتایجی مشابه نتایج بالا به بار می‌آورد (تحت‌الشعاع قرار گرفتن منافع عمومی به وسیله منافع افراد) چه می‌توانیم بکنیم و چگونه می‌توانیم دامنه نفوذ و قدرت دولت را محدود کنیم و در عین حال کاری کنیم که دولت در انجام وظایف اصلی خود توانا گردد. یعنی از عهده دفاع از ملت در مقابل دشمن خارجی برآید و بتواند از هریک از آحاد مردم در برابر زور و اجبار هر تن دیگر از هموطنانش حمایت کند و در موارد اختلاف میان مردم به قضاوت درست بپردازد و به ما یاری دهد تا بتوانیم بر سر قوانینی که می‌باید از آن‌ها پیروی کنیم به توافق برسیم.»

## نرخ بهره
این مکتب از عدم دخالت دولت در تعیین نرخ بهره حمایت می‌کند و مصرف‌کننده را تعیین‌کننده نرخ بهره می‌داند به‌طوری‌که در این مکتب بهره، عایدی سرمایه است و نرخ بهره در وضعیت تعادلی، با مازاد تولیدی که از ناحیه هزینه شدن وام حاصل می‌شود، برابر است. این وضع کاملاً شبیه برابری نرخ دستمزد با محصول اضافی کار است.